# Antonio Tikvić
Antonio Tikvić (* 21. April 2004 in Hamburg) ist ein kroatisch-deutscher Fußballspieler, der aktuell bei Preußen Münster unter Vertrag steht.

## Karriere

### Vereine
Tikvić begann beim FC St. Pauli mit dem Fußballspielen und wechselte anschließend in das Nachwuchsleistungszentrum des Hamburger SV. Von 2015 bis 2018 spielte er erneut in der Jugend des FC St. Pauli, ehe er zur Saison 2018/19 zum Stadtteilverein Niendorfer TSV wechselte. Zur Saison 2019/20 schloss sich der 15-Jährige den B2-Junioren (U16) von Eintracht Frankfurt an, mit denen er in der zweitklassigen B-Junioren-Hessenliga spielte. Zur Saison 2020/21 rückte der Innenverteidiger zu den B1-Junioren (U17) auf, konnte aber kein Spiel in der B-Junioren-Bundesliga Süd/Südwest absolvieren, da diese aufgrund der COVID-19-Pandemie ab November 2020 nach dem 5. Spieltag nicht mehr fortgeführt wurde. Die ersten 3 Spiele hatte er aufgrund eines Außenbandanrisses verpasst; anschließend stand er 2-mal ohne Einsatz im Spieltagskader.
Zur Saison 2021/22 wechselte der 17-Jährige, der eigentlich noch 2 Spielzeiten für die A-Junioren (U19) spielberechtigt gewesen wäre, in die 3. Liga zu Türkgücü München. Nachdem er unter dem Cheftrainer Petr Ruman bei den Profis keine Rolle gespielt und vor der Winterpause einige Spiele mit der U19 in der viertklassigen Bezirksoberliga 3 Oberbayern absolviert hatte, stand er am 13. Spieltag unter dessen Nachfolger Peter Hyballa erstmals im Spieltagskader. Es folgten weitere Kadernominierungen unter dem Interimstrainer Alper Kayabunar. Am 19. Februar 2022 debütierte Tikvić schließlich unter Andreas Heraf, dem vierten Cheftrainer in dieser Spielzeit, als Einwechselspieler. Es folgte ein weiterer Kurzeinsatz im folgenden Spiel, ehe der Innenverteidiger anschließend 3-mal in der Startelf aufgeboten wurde. Nach diesen Spielen musste der insolvente Verein Ende März 2022 den Spielbetrieb einstellen. Damit endete der Vertrag von Tikvić.
Nach dem Aus von Türkgücü nahm Tikvić für einige Zeit am Training der zweiten Mannschaft des FC Bayern München teil, die in der viertklassigen Regionalliga Bayern spielte. Zur Saison 2022/23 wurde er schließlich bis zum 30. Juni 2025 unter Vertrag genommen. Unter Martín Demichelis und dessen Nachfolger Holger Seitz kam er auf 14 Regionalligaeinsätze (12-mal in der Startelf), in denen er ein Tor erzielte. Zum Beginn der Saison 2023/24 absolvierte Tikvić noch 4 weitere Spiele.
Anfang September 2023 wechselte Tikvić am letzten Tag der Transferperiode zum italienischen Erstligisten Udinese Calcio, bei dem er einen Vertrag bis zum 30. Juni 2028 unterschrieb. Für die Italiener stand er während der Saison 2023/24 in der Liga und im Pokal insgesamt nur zweimal auf dem Spielfeld.
Zur Spielzeit 2024/25 wechselte er leihweise zum englischen Zweitligisten FC Watford. Schon im August 2024 wurde er von den Engländern fest verpflichtet. Bei Watford spielte er aber keine Rolle und kam lediglich in drei Pokalspielen zum Zug. Daraufhin wurde Tikvić im Januar 2025 an den österreichischen Bundesligisten Grazer AK verliehen. Während der Leihe kam er zu 15 Einsätzen in der Bundesliga.
Zur Saison 2025/26 wechselte Tikvić zurück nach Deutschland zum Zweitligisten Preußen Münster.
Bei seinem ersten Einsatz im Spiel gegen den Karlsruher SC am 3. August 2025 wurde Tikvić in der 68. Spielminute eingewechselt und zog sich nach wenigen Spielminuten einen Kreuzbandriss zu, so dass die Partie bereits in der 78. Spielminute für ihn beendet war. Nun fällt er einige Monate aus.

### Nationalmannschaft
Im März 2022 absolvierte Tikvić 2 Spiele für die kroatische U18-Nationalmannschaft. Zwischen September 2022 und März 2023 folgten 6 Einsätze in der U19. Im September 2023 debütierte der Innenverteidiger in der U21.